# Médiathèque André-Malraux de Strasbourg
Pour les articles homonymes, voir Médiathèque André-Malraux (homonymie).
La médiathèque André-Malraux est une grande bibliothèque communautaire publique française, située dans la commune de Strasbourg, en région Grand Est (Alsace). Elle est la plus grande bibliothèque publique de l'est de la France. Elle est à la tête d’un réseau de 23 bibliothèques et médiathèques de la communauté urbaine de Strasbourg, qui constituent le réseau « Pass’Relle ». 

## Situation

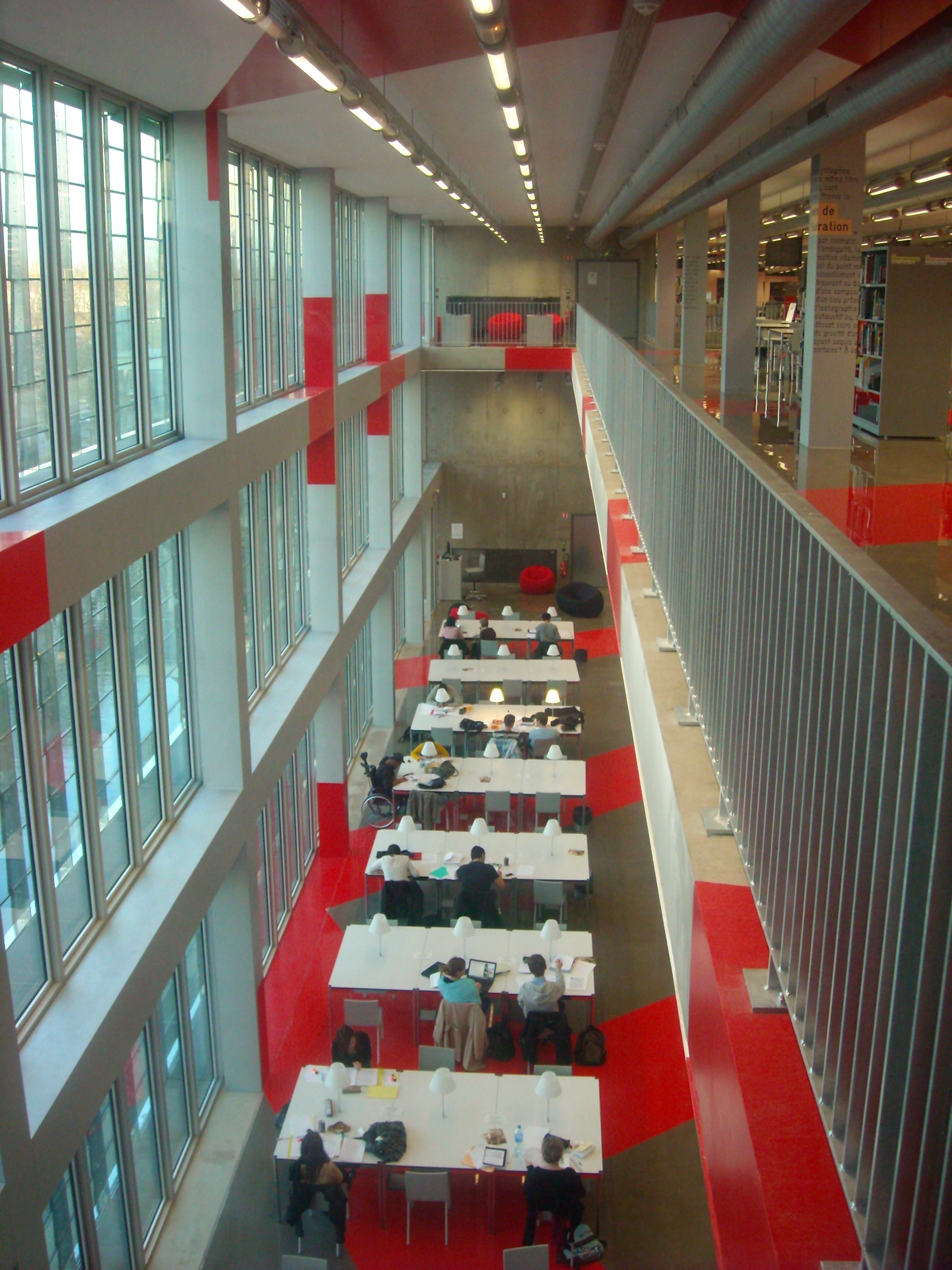
L'une des salles de travail de la médiathèque

La médiathèque se trouve sur la presqu'île Malraux, au bord du bassin d'Austerlitz, à proximité de la place de l’Étoile. Elle fait face au nouveau centre commercial Rivetoile inauguré en 2008. Ce nouveau quartier, appelé Fronts de Neudorf, s'inscrit dans un vaste projet d'urbanisme baptisé Deux Rives et visant à relier le secteur du Heyritz jusqu'au quartier du Port du Rhin.

## L'architecture
La médiathèque occupe un ancien bâtiment portuaire de l'Armement Seegmuller construit dans les années 1930 et désaffecté en 2000.  Le projet de réhabilitation du môle Seegmuller répond aux objectifs de la Société d’Aménagement et d’Équipement de la Région de Strasbourg, qui vise à préserver des bâtiments existants pour des usages futurs. Les grues de manutention, ainsi que le silo d’origine, ont été conservés. Les surfaces du bâtiment ont été doublées. Les autres architectures de l'ancien Armement Seegmuller sont également en cours de réhabilitation.
Le projet de réhabilitation est l'œuvre des architectes Jean-Marc Ibos et Myrto Vitart. Pour convier l’esthétique industrielle, et dû à la hauteur des plafonds, les architectes ont décidé de maintenir certains éléments des équipements de l’entrepôt Seegmuller. Entre autres, on peut apercevoir de grands tuyaux métalliques au plafond. Le silo d’origine, d’une hauteur de 47 mètres, constitue l’entrée de l’actuelle médiathèque. De l’intérieur, il est possible de la voir à partir de tous les étages. Les parois de briques ont quant à elles été remplacées par du verre, pour laisser entrer la lumière naturelle au sein de la bâtisse. À l’intérieur, des tracés rouges, peints directement sur le béton, servent de repère spatial aux usagers, et relient les différents étages entre eux. L’espace est rythmé par du texte, tiré d’œuvres littéraires, que l’on peut voir sur le sol, les colonnes, les murs intérieurs, et la façade du silo. Le mobilier rouge est également un rappel à ces tracés. À l’extérieur, des escaliers de métal ornent la façade nord. La médiathèque longe le canal du Rhône au Rhin. 
La médiathèque fait partie des 33 bibliothèques et médiathèques de la Ville et de l'Eurométropole de Strasbourg. Elle a été inaugurée le 19 septembre 2008, par le maire PS de Strasbourg, Roland Ries. Avec ses 11 800 m2 et ses 160 000 documents répartis sur à peu près 20 km de rayonnage, elle est classée comme étant la plus grande bibliothèque publique de l'est de la France. Elle est conçue pour accueillir 320 000 documents, et répond à 70% des besoins en termes de lecture, du secteur des bibliothèques publiques de Strasbourg. Elle occupe six étages dont cinq sont ouverts au public et possède 1000 places assises. Par ailleurs, son fonctionnement nécessite un effectif de 120 personnes, réparties dans les six étages.
En 2023, la médiathèque André Malraux est labellisée « Architecture contemporaine remarquable » (ACR) et rejoint la collection des édifices labellisés de la région du Grand Est.

## Lancement du projet
C'est l'ancien président de la communauté urbaine de Strasbourg UMP, Robert Grossmann, qui a lancé le projet de la médiathèque.
Le chantier a débuté en 2006, et a nécessité deux ans de travaux pour un montant total de 64,5 millions d'euros, dont 20% a été financé par l’État français.

## Fonds et collections
Les collections de la médiathèque sont regroupées selon huit thématiques différentes : presse et actualité, jeunesse, musique et cinéma, langues et littératures, monde et société, sciences et loisirs et arts et BD. Ces collections sont composées de plus de 250 000 documents empruntables, 35 000 CD et 28 000 DVD. Plus de 55 000 documents sont spécialement destinés à la jeunesse. La médiathèque met également à disposition 500 titres de la presse et plus de 300 jeux de société, à consulter sur place. Le quatrième étage, nommé Gametisch, renferme une collection de jeux vidéo. L’Artothèque est une collection d’œuvres d’arts, accessible aux usagers pour l’emprunt. Le Centre de l’illustration, situé au cinquième étage, est un fonds consacré à l’image et à l’illustration.  
La médiathèque met par ailleurs les fonds suivants à disposition : Alsatiques, Conservatoire de Strasbourg, Epicedia, Fonds XIXe et XXe siècles, Fonds ancien, Gerschel, Incunables et livres du XVIe siècle, Livres d’artistes et bibliophilie, Manuscrits, Marie-Joseph Erb, Partitions et correspondance, Offiziersbibliothek, Reussiana, Schnitzler, Stadtbücherei, Thèses de médecine et de théologie et Wagner. 

## Centre de l'illustration
Le Centre de l’illustration de la Médiathèque André-Malraux est l’un des pôles et des fonds d’instinctifs de cette dernière. Situé au 5e étage, il s’étend sur 980 m2, consacrés aux illustrations et aux arts graphiques, et a pour mission la préservation et la mise en valeur de l’illustration. Il témoigne de l’évolution de l’illustration et de l’image au travers des époques, et est notamment reconnu pour ses collections de livres animés et de bandes dessinées. En plus d’être un espace de préservation et de diffusion, le centre est également utilisé à des fins d’exposition et de création. De nombreuses activités s’y déroulent à chaque année, parmi lesquelles figurent les fameuses Rencontres de l’illustration. Il est possible de consulter les archives des différentes activités qui ont eu lieu au Centre de l’illustration sur leur site web.  
Le fond du Centre de l’illustration comprend plus de 26 000 documents, tels que des films d’animations et des livres, ainsi que plus de 1200 œuvres originales, dont des maquettes et des croquis. Parmi les diverses collections, on dénote une importante collection d’albums jeunesse, assemblée par des bibliothécaires jeunesse Strasbourgeois depuis les années 1990. La collection de graphzines, est une autre particularité du Centre de l’illustration. Elle comprend, entre autres, les archives des artistes Hellsgard et Gfeller, et poursuit un objectif de préservation patrimoniale. Les fanzines de la collection sont exposés, mais ne peuvent être empruntés. La collection de livres animés est, elle aussi, importante. Les livres animés sont regroupés dans une section dédiée, nommée LA.  
Les bibliothécaires du Centre de l’illustration organisent des expositions itinérantes, aussi connues sous le nom d’expositions hors-les-murs. Depuis 2008, sept expositions ont été montées, dont plusieurs ont été pensées en cocréation avec les bibliothèques qui inaugurent l’exposition. Le Centre de l’illustration propose également aux médiathèques « d’emprunter » les ateliers créés au centre, suivant le principe fondamental aux sciences de l’information de formation par les pairs.   

#### Les origines
- Nouvelle description de Strasbourg, contenant des détails sur tous ses édifices publics et ses curiosités.., Strasbourg, chez F. Lagier, 1836 (rééditions ultérieures)
- Rodolphe Reuss, Le Siège de Strasbourg de 1870, conférence faite à l’Institut populaire de Versailles, avril 1902 (textes inédits publiés par Jean Rott ; suivi d'un simple témoignage, par Albert Ricklin, Strasbourg, Librairie Istra, 1971, 59 p.
- Paul Ristelhuber, Histoire de la formation de la Bibliothèque Municipale créée à Strasbourg en 1872, Paris, Champion, 1895, 35 p.
- Bernard Rolling, La Bibliothèque Municipale de Strasbourg sous l’Empire allemand 1872-1918, Strasbourg, Médiathèque André Malraux, 2012, 302 p.
- Échanges de courriers publiés dans le Courrier du Bas-Rhin (fin février 1872).
- Journal d’Alsace-Lorraine, 31 août 1905 (voir aussi le dossier 5 MW 366 conservé aux Archives municipales de Strasbourg)

#### Le renouveau
- Frédéric Barbier (dir.), Bibliothèques Strasbourg : origines-XXIe siècle, Paris, Éditions des Cendres ; Bibliothèque nationale et universitaire de Strasbourg, 2015, 448 p.  (ISBN 978-2-85923-060-9)
- Joseph Brauner (abbé), « Archives et bibliothèque municipales », dans Bulletin de la Ville de Strasbourg, no 1, 1935.
- Hildegarde Chatelier, Denis Goeldel et Marc Schweyer (Équipe de recherches germaniques de l’université de Strasbourg), « La bibliothèque municipale de Strasbourg sous l’Occupation 1940-1944 » (extrait du Bulletin de la Faculté des lettres de Strasbourg, novembre 1969)
- Georges Delahache, Alsace-Lorraine : la carte au liséré vert, Paris, Hachette, 1909, 231 p.
- Bernard Rolling, « La bibliothèque municipale de Strasbourg », dans Bulletin des bibliothèques de France, t. 22, no 11, 1977
- François Ritter, Catalogue des incunables et ouvrages du XVIe siècle de la bibliothèque municipale de Strasbourg, Strasbourg, Zurich, P. H. Heitz, 1948, 925 p.
- Marius Vachon, Strasbourg. Les musées, les bibliothèques et la cathédrale. Inventaire des œuvres d’art détruites. L’Art pendant la guerre de 1870-1871, Paris, A. Quantin, 1882, 161 p.

#### Les collections
- (de) Leonhardt Baldner, Warhaffte Beschreibung und nach dem Leben Contrafaitung, aller derjenigen Vögel, so sich allhier zu Strassburg, Inn- und bey der Statt, in den 4. schiffreichen Wassern, nehren und auffhalten..., s.l., s.n., 1666, manuscrit 655, 114 feuillets + fig.
- Rémy Casin (et al.), Trésors des Bibliothèques et Archives d'Alsace, Strasbourg, La Nuée Bleue, coédité avec Cordial (Association de coopération régionale pour la documentation et l'information en Alsace), 2017, 456 p.  (ISBN 9782809914566)
- Olivier Deloignon (dir.), Les Maîtres des ombres et de la lumière (De Meesters van licht en schaduw), (catalogue de l’exposition présentée du 10 octobre au 10 novembre 2008 à la Bibliothèque patrimoniale Hendrik Conscience d'Anvers), Strasbourg, Médiathèque André Malraux, 2008, 115 p.
- Marie-Paule Knoell, Lettres de Maurice de Saxe à sa sœur, la princesse de Holstein : le visage méconnu du Maréchal, Université Marc-Bloch de Strasbourg, 2005. (mémoire de maîtrise de sciences historiques)